# Cursinu
Der Cursinu ist eine nicht von der FCI anerkannte Hunderasse aus Korsika, Frankreich. Der französische Dachverband Société Centrale Canine (SCC) führt die Rasse in der Gruppe 5, Sektion 7.

## Herkunft und Geschichtliches
Der Cursinu geht vermutlich auf die antiken Saupacker zurück, die zur Jagd und als Wach- und Schutzhund eingesetzt wurden. Inseln wie Korsika wurden häufig von Seeräubern heimgesucht, so dass man kräftige Hunde zur Verteidigung benötigte. Ursprünglich wurde er auch zum Viehtrieb und als Hütehund verwendet. Heute dagegen wird er eher zur Jagd eingesetzt. 2003 wurde diese Rasse in Frankreich durch die Société Centrale Canine anerkannt.

## Beschreibung
Der Cursinu hat einen leichten, aber robust wirkenden, mittelgroßen Körperbau (bis 55 cm groß). Sein Fell ist glatt- und kurz- bis mittelhaarig und gewöhnlich braun-gestromt. Die Brust ist manchmal weiß oder weiß-gefleckt, was jedoch als Makel angesehen wird.

## Wesen
Dieser Hund ist sehr territorial orientiert, fremden Menschen gegenüber misstrauisch und wirkt in einer fremden Umgebung eher unsicher. Er verteidigt das Eigentum seines Herrn ausgesprochen heftig. Fremden Hunden gegenüber ist er unfreundlich und unduldsam. Der Cursinu ist intelligent, im Haus ruhig, aber im Freien entwickelt er ein lebhaftes Temperament. Er braucht sein Revier oder die Arbeit bei der Jagd – ohne richtige Aufgabe ist er ein unbequemer Begleiter. Als Familienhund ist der Cursinu eher ungeeignet.

## Verwendung
Hüte- und Jagdhund.